# ミクソゾア
ミクソゾア（myxozoa, ギリシャ語 myx- （'粘液） + zoa （動物））は極嚢を持った胞子を作る寄生虫からなる動物の分類群であり、刺胞動物門の下位分類群または独立の門とされる。
かつては原生動物として分類され胞子虫に含められていたが、その特異性が認識されて独立の門に位置付けられた。現在では多細胞動物から派生したグループだと考えられている。
ミクソゾア類の多くは魚類と環形動物またはコケムシ類の2つの宿主を行き来する生活環を持っている。感染は殻 (valve) に包まれた多細胞性の胞子によって起きる。胞子には1または2つのスポロブラスト（胞嚢体、sporoblast）と、胞子を宿主に固定する極糸（極繊維、polar filament）が入った一つまたは複数の極嚢 (polar capsule) が含まれている。スポロブラストは運動能のあるアメーバ型胚子 (amoebula) になり、これが宿主の組織に侵入して多核の変形体 (plasmodium) に成長する。その後、核が対になって、一方が他方を取り囲み、新たな胞子を生じる。

## 分類
ミクソゾア類は1990年頃までは原生動物だと考えられていたが、ミクソゾア類が後生動物だとする考え方は、19世紀末にはすでにあった。放線胞子虫の研究者であるシュトルク (Štolc) は1899年の論文で、粘液胞子虫や放線胞子虫の胞子が多細胞性であり、原生動物とは言えないことを指摘している。またヴァイル (Weill) は1938年に、極嚢が刺胞動物の刺胞に良く似ており、また粘液胞子虫がポリポジウム (Polypodium hydriforme) の寄生生活期とよく似た症状を示すことから、極端に退化した刺胞動物であると主張している。しかしこうした考え方は分子系統解析が行われるまでは軽視されていた。
ミクソゾア類で初めて分子系統解析が行われたのは1994年のことで、これにより確かに後生動物の系統に属し、特に刺胞動物ではなく線形動物に近縁であるという結果が得られた。線形動物との近縁性は意外なものだったため、すぐにポリポディウムの配列も含めた追試が行われ、ミクソゾア類はポリポジウムに近縁であり、デスモソームやタイトジャンクションの存在からも後生動物起源だと認められるようになった。
しかし長らく所属不明であった寄生虫 Buddenbrockia plumatellae （線虫に類似の外形で、かつ縦走筋を持っている）が、ミクソゾアに属する軟胞子虫であったことが発見された。これはミクソゾア類の左右相称動物起源を支持すると考えられた。
ミクソゾア門では基本的に胞子の形態に基づいて分類している。病原体などとして特に有名なものを例示したが、詳細はそれぞれの綱の項目を参照のこと。
- 軟胞子虫綱 Class Malacosporea
  - Buddenbrockia plumatellae
  - Tetracapsuloides bryosalmonae
- 粘液胞子虫綱 Class Myxosporea
  - Myxobolus spp.
  - Ceratomyxa shasta
  - Kudoa spp.

かつて放線胞子虫綱 (Class Actinosporea) とされていた生物群は、粘液胞子虫類の生活環の一時期に相当すると考えられている。